# Quỳnh Côi (huyện)
Quỳnh Côi là một huyện cũ thuộc tỉnh Thái Bình, Việt Nam.

## Địa lý

### Vị trí địa lý
Quỳnh Côi là phần phía Tây của huyện Quỳnh Phụ ngày nay. Quỳnh Côi nằm ở phía Tây Bắc tỉnh, giáp với tỉnh Hải Dương (huyện Ninh Giang, Thanh Miện), tỉnh Hưng Yên (huyện Phù Cừ) bởi con sông Luộc, và giáp với huyện Đông Hưng, Hưng Hà, Phụ Dực (cũ) của tỉnh Thái Bình.
Vị trí địa lý của huyện Quỳnh Côi vào đầu thập niên 1930 như sau: bắc giáp sông Luộc đối ngạn với phủ Ninh Giang, huyện Thanh Miện (Hải Dương), nam giáp phủ Tiên Hưng và huyện Đông Quan, đông giáp huyện Phụ Dực và Đông Quan, tây giáp huyện Duyên Hà và huyện Phù Cừ (Hưng Yên).

### Diện tích và dân số
Diện tích vào đầu thập niên 1930 là 25.991 mẫu ta. Dân số 57.200 người với 14.750 suất đinh.
Tại phố Bến Hiệp có 30 người Hoa Kiều buôn bán.

## Lịch sử
Theo một số tài liệu, huyện Quỳnh Côi trước đây còn gọi là A Côi, khi trước huyện lỵ đóng ở xã Quỳnh Côi (nay thuộc thôn An Phú, xã Quỳnh Hải) thuộc phủ Thái Bình, triều nhà Hậu Lê thuộc trấn Sơn Nam, sau thuộc trấn Sơn Nam Hạ, năm 1832, triều nhà Nguyễn, thuộc tỉnh Nam Định (cũ). Năm 1890, đặt ra tỉnh Thái Bình, thì huyện này thuộc phân phủ Thái Ninh tỉnh Thái Bình. Đến năm 1894, niên hiệu Hàm Nghi thứ nhất, huyện lỵ đóng tại xã Lương Cụ.
Ngày 2 tháng 12 năm 1955, sáp nhập hai xã Diên Hồng và Quang Vinh thuộc huyện Quỳnh Côi vào huyện Phụ Dực và chia thành 4 xã mới là: An Thọ, An Ấp, An Vinh, An Kỳ; chuyển xóm Duyên Tề của xã Bắc Sơn (huyện Tiên Hưng) vào huyện Quỳnh Côi để sáp nhập với ba thôn Khả Lang, Mỹ Xá và Lê Hoàng của xã Tây Sơn (huyện Quỳnh Côi) thành xã Quỳnh Châu.
Ngày 28 tháng 2 năm 1958, sáp nhập hai xã An Thọ và An Kỳ vào huyện Quỳnh Côi và đổi tên xã An Thọ thành xã Quỳnh Thọ, đổi tên xã An Kỳ thành xã Quỳnh Minh.
Tên Quỳnh Côi hiện nay được đặt cho thị trấn huyện lỵ huyện Quỳnh Phụ, sáp nhập bởi hai huyện Quỳnh Côi và Phụ Dực vào thập niên 1960. Trước đây, Quỳnh Côi là địa danh một xã (xã Quỳnh Côi, nay là xã Quỳnh Hải), một tổng (tổng Quỳnh Côi gồm các xã Quỳnh Hải, Quỳnh Hội, Quỳnh Xá, và một phần Quỳnh Trang hiện nay).

## Hành chính
Đầu những năm 1930, huyện Quỳnh Côi có 6 tổng, và 52 xã: 
1. Tổng Đồng Trực có 14 xã: An Trực, Cần Phán, Để Đỗ, Đông Châu, Đông Quynh, Đồng Trực, Hạ Phán, Hy Hà, Nghi Phú, Nguyên Xá, Quỳnh Lang, Tân Mỹ, Thượng Phán và Văn Quán;
2. Tổng Quỳnh Côi có 6 xã: A Mễ, An Vệ, Đông Xá, Lương Mĩ, Quỳnh Côi và Xuân La.
3. Tổng Quỳnh Ngọc có 6 xã: Bồ Trang, La Vân, Lượng Cụ, Mỹ Ngọc, Ngọc Quế và Quỳnh Ngọc;
4. Tổng Sơn Đồng có 6 xã: Chung Linh, Kỹ Trang, Ngẫu Khê, Sơn Đồng, Tương Nhượng và Vĩnh Niên;
5. Tổng Tang Giá có 12 xã: Hài An, Khang Ninh, Mỹ Giá, Nam Đài, Ngọc Chi, Phấn Tảo, Phúc Bồi, Phương Quả, Tài Giá, Tang Giá, Tế Mỹ và Tiên Cầu;
6. Tổng Tiên Bá có 8 xã: An Kỳ, Cam Mỹ, Đại Nẫm, Giáo Thiện, Lai Ổn, Mai Trang, Thượng Phúc và Tiên Bá.

Đến năm 1969, huyện Quỳnh Côi có thị trấn Quỳnh Côi và 22 xã: Quỳnh Bảo, Quỳnh Châu, Quỳnh Giao, Quỳnh Hà, Quỳnh Hải, Quỳnh Hoa, Quỳnh Hội, Quỳnh Hưng, Quỳnh Khê, Quỳnh Lâm, Quỳnh Lương, Quỳnh Lưu, Quỳnh Minh, Quỳnh Mỹ, Quỳnh Ngọc, Quỳnh Nguyên, Quỳnh Sơn, Quỳnh Thái, Quỳnh Thọ, Quỳnh Trang, Quỳnh Văn, Quỳnh Xá.

## Sông ngòi
Về phía bắc có sông Luộc chảy qua xã Tân Mỹ, Đông Quynh, Nghi Phú, Để Đỗ, Nguyên Xá, Đồng Trực, An Trực, Cần Phán, Chung Linh, Sơn Đồng, Ngọc Quế, Bồ Trang và Đại Nẫm, dài 18.800 m.
Các sông đào: 
- Sông Nam Hà hay là sông Đan Hội, phát nguyên từ cửa Trại Ổi (nay lấp) chảy qua xã Tân Mĩ, Quyành Lang, Đông Châu, Hy Hà, Tương Nhượng, Kỹ Trang, Nghễ Khê, Lượng Cụ, Mỹ Ngọc, Tang Giá, Phấn Tảo, Tài Giá, Tế Mỹ, Phúc Bồi, Ngọc Chi, Xuân La, đến ngã ba Vông (địa phận xã Lượng Mỹ và Cổ Tiết hạt Đông Quan giáp nhau) chảy qua đò Vật (Đào Động, hạt Động Quan), dài 15.571m.
- Sông Bắc Hà hay là Bạc Hà, phát nguyên từ cửa Bạc Hà xã Đại Nẫm (nay lấp), chảy qua xã Đại Nẫm, An Ký đến xã Cam Mỹ chi làm hai chi: một chi chảy qua Lai Ổn, Mai Trang, Phúc Thượng xuống đò Vũ Hạ hạt Phụ Dực; một chi chảy qua Lai Ổn, ra ngã ba Mỹ (thôn Mỹ Xã Lai Ổn) xuống đò Vật Hạt, Đông Quan, sông này dài 11.950m.
- Sông Hoá Khê phát nguyên từ cống Ngọc Quế, chảy qua Ngọc Quế, Bồ Trang, La Vân, Tiên Bá, Gioá Thiện, An Ký, Quỳnh Côi, An Vệ, qua thôn Hoá Khê, Đông Xá rồi chảy qua ngã ba Vông, nối với sông Nam Hà chảy qua đò Vật hạt Đông Quan, dài 23.352m.
- Sông Vực Dầu (nay lấp) phát nguyên từ Bến Hiệp, chảy qua Chu Linh, Ngẫu Khê rồi chảy qua cống Vực Dầu vào sông Nam Hà, dài 2.300m.

## Du lịch
- Đền La Vân: Một kiến trúc khá đồ sộ thờ đức thánh Nguyễn Minh Không
- Đền Đồng Bằng - thờ đức Vua cha Bát Hải động đình, một trong những trung tâm thờ phụng của đạo Tam tòa, tứ phủ
- Đình đá An Hiệp
- Làng múa giáo cờ giáo quạt Lộng Khê (An Khê)
- Làng kéo chữ Phụng Cộng (Quỳnh Hội)
- Đặc sản: canh cá Quỳnh Côi.